# 아나스타시야 갈라시나
아나스타시야 발레리예브나 갈라시나(러시아어: Анастаси́я Вале́рьевна Галашина, 1997년 2월 3일~)는 러시아의 사격 선수로 주 종목은 공기 소총이다. 2020년 하계 올림픽 10m 공기 소총에서 은메달을 획득했다.